# 郭東修
郭東修（1962年9月14日—2013年9月1日），綽號冬瓜，台灣知名禮儀師、殯葬業者。因為郭東修對台灣喪葬流程和生命禮儀服務的了解，常常受到台灣的談話性綜藝節目邀約成為特別來賓，在節目中談論有關喪葬的內容，而被演藝界稱為「殯葬達人」，但因為後來罹患癌症，導致心肺衰竭，病逝於台北榮民總醫院。2013年1月30日臺北市政府民政局局長黃呂錦茹公開頒獎表揚郭東修20年來安葬兩千無名屍入土為安，成為民間殯葬業者獲臺北市政府表揚的第一人。

## 生平
早年曾為台北市萬華區艋舺角頭「芳明館」的殺手、大哥。出獄後金盆洗手，從開花店（菩提心）起便親力親為。後因緣際會轉行投入於殯葬業。之後創立「菩提心禮儀公司」，協助往生者家屬處理喪禮，承接台北市無名屍業務。
2013年9月1日凌晨，因肺腺癌於台北榮民總醫院安寧病房病逝。
其子郭憲鴻（小冬瓜）承接父業；後因與菩提心股東經營理念不合，自立「冬瓜禮儀有限公司」。

## 著作
- 冬瓜（郭東修）. . 臺灣: 三采文化. 2011-04-02. ISBN 9789862294147.

## 外部連結
- 冬瓜的店 （页面存档备份，存于）
- 冬瓜禮儀 （页面存档备份，存于）
- 黑夜的送行者 郭東修（冬瓜） （页面存档备份，存于）,大社會,台灣電視公司,1999/03/04
- 黑夜裡的送行者 郭東修（冬瓜）菩提心 （页面存档备份，存于）,台灣啟示錄,東森新聞台,2011/06/12
- 台灣啟示錄 黑夜送行者，冬瓜父子情！ （页面存档备份，存于），2017/09/17